# Выборгское морское сражение
Вы́боргское морское сражение — сражение в ходе Русско-шведской войны (1788—1790), произошедшее 22 июня (3 июля) 1790 года в Выборгском заливе Балтийского моря. Шведский флот под командованием короля Швеции Густава III и гранд-адмирала принца Карла, герцога Сёдерманландского, блокированный в северной части залива двумя эскадрами русского Балтийского флота под общим командованием адмирала Василия Чичагова, с трудом прорвал окружение и отступил в Свеаборг, понеся тяжёлые потери — 7 линейных кораблей, 3 фрегата, 4—5 тыс. (по некоторым оценкам — 6—7 тыс.) человек личного состава.
Выборгское сражение непосредственно предшествовало Второму Роченсальмскому сражению 28—29 июня (9—10 июля) 1790 года, закончившемуся катастрофическим поражением русского армейского флота и вынудившему Россию завершить почти выигранную войну со Швецией на условиях статус-кво.

## Предыстория

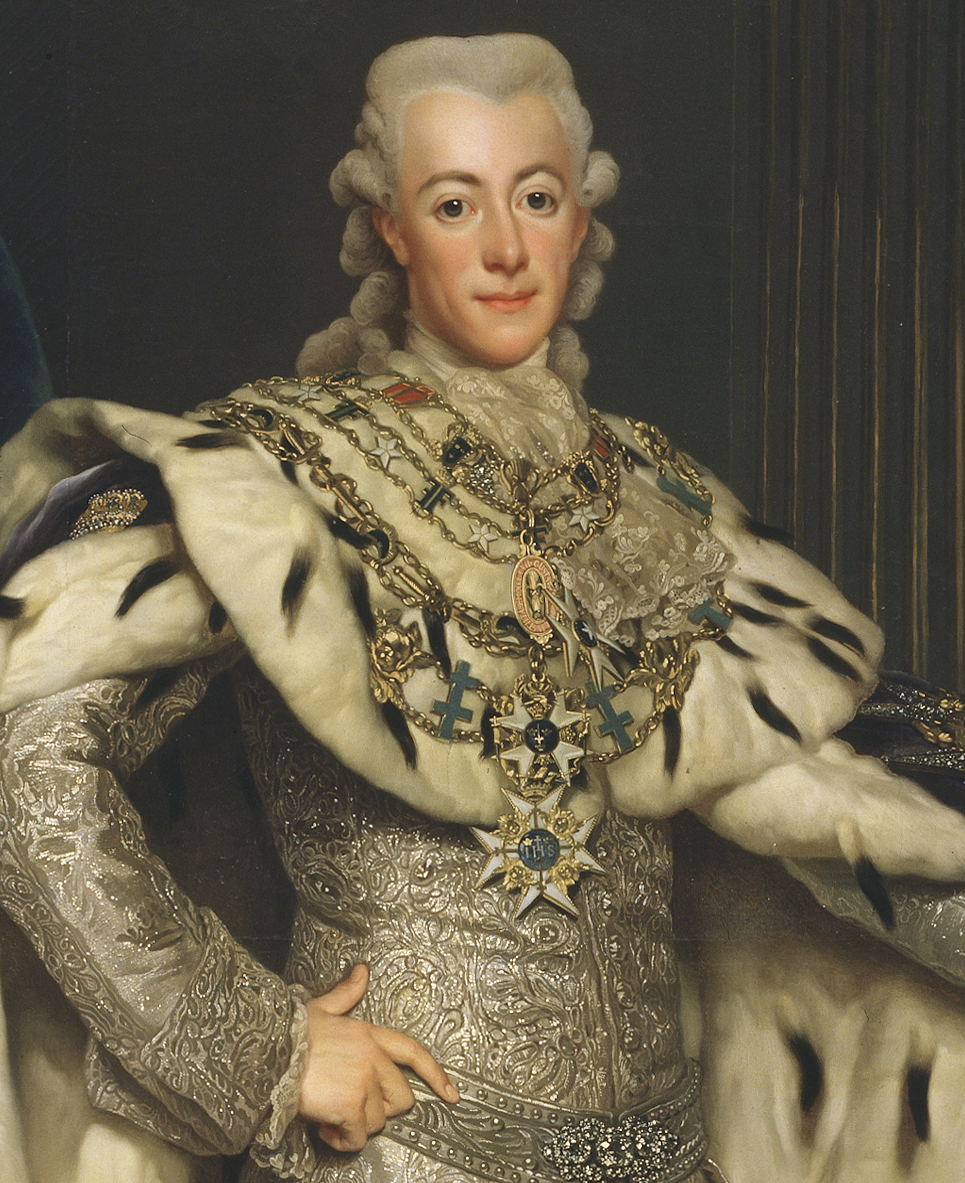
Король Швеции Густав III (1746—1792)

В 1790 году король Швеции Густав III вернулся к своему плану захвата Санкт-Петербурга — на этот раз посредством высадки морского десанта в районе Выборга. Осуществлению плана, однако, помешала неудачная для шведов атака на русский флот в Ревельском сражении 13 мая 1790 года. В Фридрихсгамском сражении 15 мая 1790 года шведскому гребному флоту под командованием короля удалось одержать тактическую победу, но третья атака, предпринятая в начале июня близ Кронштадта, снова не увенчалась успехом, после чего шведский военно-морской парусный флот и гребная флотилия переместились в Выборгский залив.
Место предстоящего сражения было намечено в первую неделю июня 1790 года. Из-за белых ночей, не позволявших действовать скрытно, а также неблагоприятных для соединённого шведского парусно-гребного флота (общей численностью до 400 судов с 3 тыс. орудий и 30 тыс., по некоторым источникам 40 тыс. матросов и солдат на борту) юго-западных ветров кораблям Густава III не удалось перейти в контролируемые Швецией финские воды — что позволило русским, в свою очередь, соединить силы военно-морского парусного флота и гребной флотилии береговой обороны.
По приказу Густава шведский флот встал на якорь между мысом Крюссерорт (швед. Krysserort, фин. Ristiniemi, современное русское название — Крестовый) и островом Бископсё (швед. Biskopsö, фин. Piisaari, современное русское название — Северный Берёзовый) в северной части Выборгского залива на расстоянии маршевого удара по российской столице.
Шведский военно-морской парусный флот под командованием флаг-капитана адмирала Норденшельда (швед. Nordenskiöld), находившегося в прямом подчинении у гранд-адмирала принца Карла, герцога Сёдерманландского (младшего брата Густава III) насчитывал до 16 тыс. человек личного состава и состоял из 22 линейных кораблей, 13 фрегатов и нескольких малых судов. Шхерной гребной флотилией с 14 тыс. человек матросов и солдат сухопутных войск на борту командовал флаг-капитан Георг де Фрезе (швед. George de Frese), отчитывавшийся лично перед Густавом.
8 июня 1790 года русский Балтийский флот под командованием Чичагова блокировал оба морских прохода, ведущих в Выборгский залив, и стал дожидаться подхода гребной флотилии вице-адмирала принца Карла Генриха Нассау-Зигена со стороны Кронштадта. В блокаде шведского флота приняли участие основные русские силы из 50 линейных кораблей, фрегатов и малых кораблей с 2718 орудий и 21 тыс. матросов на борту, а также эскадра поддержки — 20 галер под командованием капитана Петра Слизова, 8 гребных шхерных фрегатов под командованием вице-адмирала Тимофея Козлянинова и 52 малые галеры.

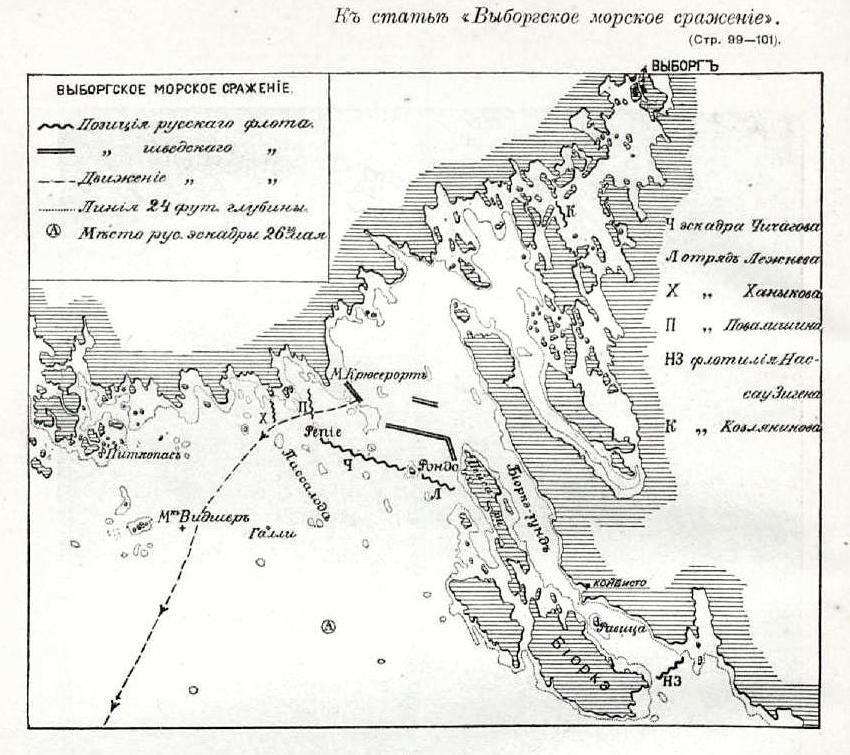
Карта к статье «Выборгское морское сражение» в 7-м томе «Военной энциклопедии Сытина» (1912)

Следуя приказам Чичагова, русские корабли встали линией между выходами из Бьёркезунда и Выборгского залива, развернувшись бортами к шведскому флоту. Между островом Рондо и Берёзовыми островами расположились четыре линейных корабля (74-пушечный флагман «Болеслав», 66-пушечный «Победослав», 66-пушечный «Ианнуарий», 64-пушечный приз «Принц Карл») под командованием капитана генерал-майорского ранга Прохора Лежнева. Между Берёзовыми островами и Бьёркезундом встал отряд из трёх линейных кораблей (74-пушечный флагман «Иоанн Богослов», 74-пушечный «Сысой Великий», 66-пушечная «Америка») под началом контр-адмирала Евстафия Одинцова. Группа из трёх фрегатов (44-пушечный флагман «Венус», 42-пушечный «Гремислав», 38-пушечная «Александра») и двух куттеров (28-пушечный «Летучий», 8-пушечный «Счастливый») под командованием капитана 2-го ранга, англичанина на русской службе Роберта Кроуна лавировала у острова Питкепасс (Питкопас; швед. Pitkepass, фин. Pitkäpaasi). Отряд из трёх фрегатов (46-пушечный флагман «Брячислав», 38-пушечные «Архангел Гавриил» и «Елена») под началом контр-адмирала Петра Ханыкова встал между отмелью Кюйнеми и банкой Пассалода. Группа из пяти линейных кораблей (74-пушечный флагман «Святой Пётр», 74-пушечный «Всеслав», 74-пушечный приз «Принц Густав», 66-пушечные «Не тронь меня» (командир Джеймс Тревенен) и «Пантелеймон») и 18-пушечного бомбардирского судна «Победитель» под командованием контр-адмирала Иллариона Повалишина заняла позицию у банки Репье (Репьегрунд; швед. Repiegrund).
Центральные силы русского флота (18 линейных кораблей — 100-пушечные «Ростислав», «Саратов», «Чесма», «Двенадцать Апостолов», «Три Иерарха», «Владимир», «Святой Николай», 74-пушечные «Иезекиль», «Царь Константин» капитана генерал-майорского ранга Н. С. Скуратова, «Максим Исповедник», «Кир Иоанн», «Мстислав», «Святая Елена», «Болеслав», 66-пушечные «Победоносец», «Прохор», «Изяслав», «Святослав»; во второй линии стояли 10 фрегатов и куттеров) под командованием Чичагова, растянувшиеся от банки Репье до острова Рондо, находились напротив главных шведских сил. Выход из Бьёркезунда охраняла русская гребная флотилия под началом принца Нассау-Зигена.
18 июня 1790 года шведская атака на русский галерный флот близ Тронгзунда, предпринятая по приказу Густава III двумя днями раньше, закончилась безрезультатно из-за отсутствия поддержки главных сил. Обострившийся в шведском флоте, запертом в Выборгском заливе, недостаток запасов пресной воды и продовольствия вынудил Густава к решительным действиям. 19 июня он поручил адмиралу Норденшельду разработать план прорыва блокады при первой перемене ветров, предусматривающий ложный манёвр канонерских лодок и главный удар в направлении Крюссерорта, который намеревался возглавить лично.
2 июля 1790 года, во время военного совета шведского командования, подул благоприятный для шведского флота северный ветер. На исходе дня Густав III отдал приказ начать прорыв к Крюссерорту не позднее 10 часов утра следующего дня.

## Сражение

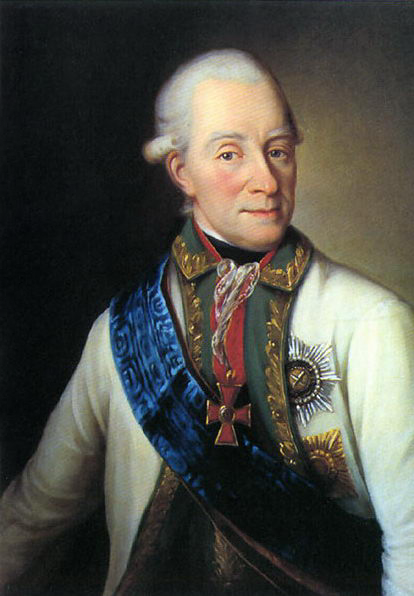
Командующий русским Балтийским флотом Василий Чичагов (1726—1809)

В 2 часа ночи 3 июля 1790 года шведские суда начали обстрел русских береговых батарей. Одновременно шведские шлюпы под командованием подполковника Якоба Тёрнинга атаковали русскую эскадру западнее острова Васикансаари (фин. Vasikansaari) в западной части Бьёркезунда.
Около 7 часов утра Густав III поручил Юхану аф Пюке, капитану 64-пушечного линейного корабля «Дристигейтен» (швед. Dristigheten — «Отвага»), возглавить прорыв русской блокады. Немедленно после этого Пюке повёл корабельный строй к западному выходу из залива по узкому фарватеру между Сальворской банкой и Крюссерортом навстречу передовым линейным кораблям заградительного отряда Повалишина «Всеслав» и «Святой Пётр».
Шведский корабельный строй состоял из флагманского корабля «Король Густав III» (швед. Konung Gustaf III) с герцогом Карлом на борту, шедшей в центре строя галеры «Серафимерорден» (швед. Serafimerorden — «Серафический орден») с Густавом III на борту, корабля «Манлигейтен» (швед. Manligheten — «Мужество») — близнеца «Дристигейтен» («Отваги»), а также нескольких линейных кораблей и фрегатов, в том числе фрегата «Земира» (швед. Zemire), 74-пушечного линейного корабля «Энигейтен» (швед. Enigheten — «Единство») и трёх брандеров. Гребная флотилия прикрывала парусную группу с запада, идя параллельным курсом вдоль береговой линии.
Непосредственно перед схваткой Густав, сойдя с борта «Серафимерордена», пересел на шлюпку. По приказу Пюке вспомогательный личный состав, не участвовавший в управлении такелажем и боевых действиях, укрылся в трюмах. Через несколько минут шведский строй столкнулся со «Всеславом» и «Святым Петром». Шлюпка с Густавом III благополучно прошла под русскими ядрами. «Король Густав III» получил серьёзные повреждения; гранд-адмирал герцог Карл был ранен. Личный корабль короля «Амфион» не пострадал. В это же время шедший западнее гребной строй, состоявший из фрегатов и турум «Стирбьорн», «Нурден» (швед. Norden — «Север»), «Сэллан Вэрре» (швед. Sällan Värre — «Редко Хуже»), «Мальмберг» (швед. Malmberg) и «Хьельмшерна» (швед. Hjelmstierna), а также нескольких пушечных шлюпов и тендеров под командованием Тёрнинга рассёк первый ряд русского заграждения и вступил в схватку со вторым. «Стирбьорн», несмотря на ураганный обстрел, сумел прорваться через заслон, нанеся значительный урон флагманскому кораблю Повалишина «Святой Пётр» и бомбардирскому судну «Победитель».

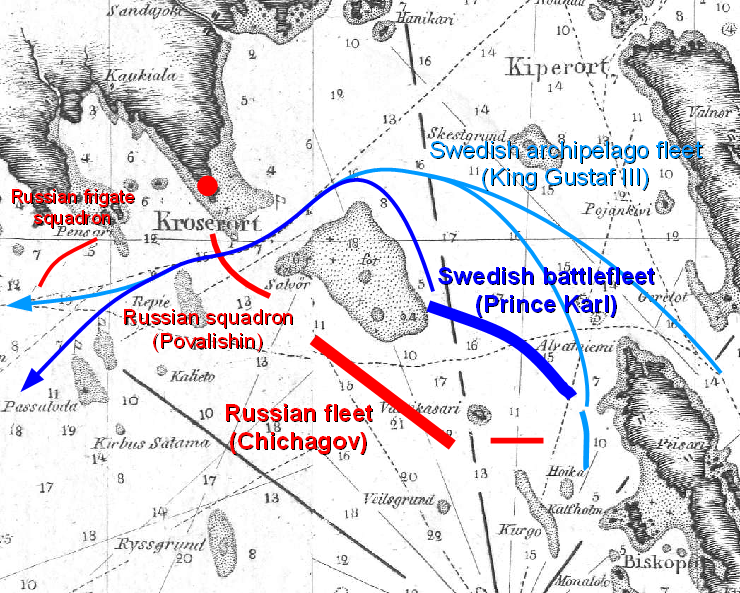
План сражения, составленный на шведской картографической основе

В то время как основной состав обоих шведских флотов преодолевал русскую блокаду, мичман Сандельс (швед. Sandels) — командир брандера «Постильон» (нидерл. Postiljon — «Форейтор»), буксируемого линейным кораблём «Энигейтен» — поджёг своё судно слишком рано. Горящий «Постильон» налетел на «Энигейтен» (из-за чего огонь с брандера перекинулся на корабль), в свою очередь врезавшийся в 40-пушечный фрегат «Земира». Оба судна взорвались, усеяв поверхность прохода множеством обломков. Взрыв нанёс серьёзные повреждения шведским кораблям, прорывавшимся через русское заграждение; клубы дыма, вставшие над заливом, резко ограничили видимость для команд и канониров обеих сторон. Тем не менее соединения русских кораблей, блокировавшие выход из залива, вскоре были окончательно рассечены стремительным продвижением шведов. Русская блокада соединённого шведского флота в Выборгском заливе была прорвана.
Потери шведского парусного флота в Выборгском сражении составили восемь кораблей, семь из которых сели на мель из-за плохой видимости. В их числе 64-пушечный линейный корабль «Хедвиг Элизабет Шарлотта» (швед. Hedvig Elisabeth Charlotta), капитан которого Йиндрик Юхан Наукхофф (швед. Jindric Johan Nauckhoff) продолжал вести огонь по русским фрегатам даже после того, как корабль потерял подвижность; 56-пушечный линейный корабль «Финланд» (швед. Finland — «Финляндия»), потерпевший крушение на Сальворской банке; 74-пушечный линейный корабль «Ловиза Ульрика» (швед. Lovisa Ulrika — «Луиза Ульрика»), севший на банку Пассалода (южнее банки Репье); 64-пушечный линейный корабль «Эмгейтен» (швед. Ömheten — «Нежность»), севший на мель на островках Пенсар (позже попал в плен); линейный корабль «Аурорас» (швед. Auroras — «Аврора»; находившемуся на борту военно-морскому советнику шведского короля англичанину Сиднею Смиту удалось спастись). Три шведских фрегата — в том числе «Ярриславиц» (швед. Jarrislawitz — «Ярославец», захваченный в 1788 году у России) — погибли на банке Пассалода. Кроме того, на островках Пенсар потерпели крушение четыре корабля шведской гребной флотилии: «Эренпрёйс» (швед. Ehrenpreuss — «Почётный приз»), «Пальмшерна» (швед. Palmstierna), «Экеблад» (швед. Ekeblad) и «Уппланд» (швед. Uppland), сражавшиеся со вторым заградительным порядком русских судов — в частности, с кораблём «Не тронь меня».
Шведский 74-пушечный линейный корабль «София Магдалена» (швед. Sofia Magdalena) в ходе сражения был захвачен российскими моряками с корабля «Мстислав». В составе экипажа «Мстислава» находился мичман И. Ф. Крузенштерн, которому было дано поручение взять флаг сдавшегося корабля и флаг находившегося на нём шведского контр-адмирала Лилиенфельда. За участие в Выборгском сражении будущему первому российскому кругосветному мореплавателю Крузенштерну, показавшему себя смелым и отважным моряком, присвоили чин лейтенанта.
Галеры «Остергётланд» (швед. Östergötland), «Нордстьернеорден» (швед. Nordstjerneorden — «Орден Северной звезды») и «Даларне» (швед. Dalarne) были захвачены при попытке прорвать блокаду, двигаясь вдоль береговой линии залива.
Общие потери, понесённые в Выборгском сражении личным составом соединённого шведского флота, оцениваются в 4, 5, 6 или 7 тыс. убитых, раненых и пленных матросов и солдат. Потери русской стороны составили по одним источникам 117 убитых и 164 раненых, по другим — от 1 до 7 тыс. убитых, раненых и пленных. Автор фундаментального труда «История войн на море в её важнейших проявлениях с точки зрения морской тактики» (нем. Seekriegsgeschichte in ihren wichtigsten Abschnitten mit Berücksichtigung der Seetaktik) немецкий военно-морской историк адмирал Альфред Штенцель (1832—1906) заявляет также об 11 выведенных из строя русских линейных кораблях.

## Последствия

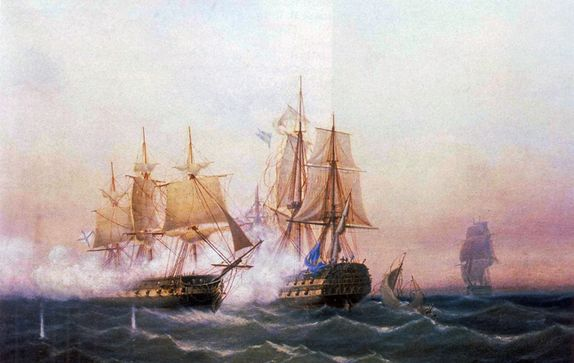
К. В. Шаренберг. Захват фрегатом «Венус» шведского линейного корабля «Ретвизан» 23 июня 1790 года

Шведский парусный флот, уцелевший при прорыве блокады, ушёл в открытое море, после чего перегруппировался в Видшер-шхере (швед. Vidskär skerry) южнее Питкепасса и направился на ремонт к морской крепости Свеаборг (Суоменлинна) близ Хельсинки. Чичагов, в целом действовавший нерешительно, не смог догнать шведов, хотя преследовал их до самого Свеаборга. На следующий день Кроун, командуя 44-пушечным «Венусом», захватил в плен 62-пушечный линейный корабль «Ретвизан» (швед. Rättvisan — «Справедливость»).
Шхерная гребная флотилия шведов укрепилась на сильной оборонительной позиции на рейде города-крепости Роченсальм (ныне — финский город Котка). Атака на Роченсальм 9 июля 1790 года, предпринятая Нассау-Зигеном без предварительной подготовки и разведки сил шведов, закончилась разгромом русского гребного флота, попавшего под перекрёстный огонь неприятельских судов и береговых батарей. Тем не менее Выборгское сражение (по образному выражению британского военно-морского эксперта Фреда Джейна — «Трафальгар Балтики», англ. Baltic Trafalgar) и другие военные неудачи 1788—1790 годов положили конец надеждам Швеции восстановить утраченное в войнах с Россией господство на Балтийском море. 3 августа 1790 года в финской деревне Вяряля (Верелэ) был заключён мирный договор, подтвердивший довоенные границы между Россией и Швецией.

### Награды
Учитывая большой ущерб, нанесённый шведам у Выборга, и их согласие на подписание мирного договора, Екатерина II объявила Выборгское сражение успешным. Адмирал Чичагов первым из российских флотоводцев был пожалован высшей военной наградой Российской империи — орденом Святого Георгия I степени. Кроме того, вице-адмирал А. И. Круз и контр-адмирал И. А. Повалишин были награждены орденами Святого Георгия II степени и произведены в следующий чин, контр-адмирал П. И. Ханыков был награждён орденом Святого Георгия III степени и золотой шпагой с надписью «За храбрость», капитан генерал-майорского ранга П. И. Лежнев — орденом Святого Владимира II степени; капитан 1-го ранга Ф. Г. Скорбеев, капитаны 2-го ранга М. И. Борисов, П. Н. Хомутов, П. В. Пустошкин, Ф. И. Тезигер, И. Ф. фон Штейнгель, Д. Экин, капитан-лейтенанты К. П. Биллов (Билоу), Н. А. Тутолмин, Е. В. Лазарев-Станищев, М. Ф. Бартенев, Н. А. Бодиско, Р. Ф. Свитин — орденами Святого Георгия IV степени, капитан 2-го ранга Р. В. Кроун был награждён орденом Святого Владимира III степени и произведён в следующий чин, капитан 2-го ранга Е. К. Сиверс «за содействие при взятии в плен в Выборгском сражении неприятельского корабля» был награждён второй золотой шпагой и орденом Святого Владимира IV степени, капитаны 2-го ранга А. Н. Саблин, Я. Г. Сукин и капитан-лейтенант И. К. Лупандин — орденами Святого Владимира IV степени, капитан 2-го ранга А. С. Шишков, капитан-лейтенант Уильям Розе — золотой шпагой с надписью «За храбрость».

## Память
- Краткое описание Выборгского морского сражения содержится в 10-й главе второй книги («Его Таврида») исторического романа-хроники Валентина Пикуля «Фаворит» (1984)[22].
- Выборгскому морскому сражению посвящён один из барельефов на стеле «Город воинской славы», установленной в Выборге в 2011 году.

## Комментарии
1. ↑  В шведской историографии — «Выборгские шпицрутены» (швед. Viborgska gatloppet)[5][6].
2. ↑  Оценка А. Штенцеля очевидно завышена, поскольку перед началом сражения личный состав корабельного флота Чичагова насчитывал 5148 человек, гребной эскадры Нассау-Зигена — менее 10 тыс. человек, и при отсутствии потерь в кораблях они физически не могли понести потери в половину личного состава[18].
3. ↑  Ср. в воспоминаниях очевидца сражения (впоследствии — действительного тайного советника, кавалера российских орденов Святого Владимира и Святой Анны) шведа Иоанна-Альберта Эренстрема (Юхана Альбректа Эренстрёма, швед. Johan Albrekt Ehrenström, 1762—1847):

Трудно объяснить поведение русского адмирала Чичагова в этот день. С своим флотом он оставался нерешительным зрителем горячего боя y Криссфорта [sic], совершенно близко от него. Только сигналы его были в живом движении; они отдавались, изменялись, повторялись. Иногда русские матросы как будто заняты были снятием с якоря, иногда постановкой парусов, которые однако ж немного спустя опять были убраны. Наконец, когда весь наш большой флот пробился до открытого моря, за исключением погибших кораблей, он оставил свою позицию для преследования, которое и продолжал вплоть до входа y Свеаборга, куда шведский флот, потерявший во время этого следования ещё один корабль под начальством полковника (впоследствии адмирала) Леионанкора, отступил и был блокирован русскими. Так как враги короля, при радостном для них известии о том, что он блокирован на Выборгском рейде, считали невозможным его освобождение, то они теперь объяснили это тем, что он с русским адмиралом завёл переговоры, сопровождавшиеся денежной жертвой со стороны короля, но этот слух был совершенно неверен. Русский адмирал был так уверен в захвате всего блокированного шведского флота, что он с большой гордостью отказывался принять высланных шведскими начальниками парламентёров, которых никогда не пускали на борт его корабля и которые не были приняты им для разговоров, a их всегда встречал на полпути его сын (впоследствии адмирал и морской министр), чтоб узнать их поручение <…>.
Следование это однако ж было сопряжено с большими опасностями, так как y Питкепаса стояли три русских флота, между ними быстроходный, новый, красивый шведский фрегат «Венус», взятый русскими на берегу Норвегии в нейтральной гавани. Эти фрегаты стояли на месте, пока ещё какой-нибудь шведский корабль большого флота был вблизи и мог защищать шхерный, но когда тот последний остался один на большом заливе y Питкепаса, фрегаты снялись с якорей и направились к длинной линии шведских судов, прошли её с залпами в обе стороны, шли потом вдоль линии, обстреливая каждое судно, снова прошли насквозь с тою же пальбою, продолжая затем свой курс по другую сторону линии. В этом быстром и хорошо исполненном манёвре, которому благоприятствовали хороший ход и свежий ветер, особенно отличился фрегат «Венус», под командой англичанина Кроунса. Все галеры, канонерские шлюпки и другие шхерные суда, мимо которых проходил «Венус», обстреливая их, принуждены были спустить свои флаги, заявляя этим, что сдаются. Фрегат также с замечательной быстротой приближался к галере «Серафим», на которой находился король. Не без больших затруднений удалось наконец уговорить его оставить галеру и спастись на шлюпке. Как только он оставил галеру, и она должна была спустить флаг. Всё это мы видели с «Амфиона» и рассчитали уже, что не более как через 10—15 минут «Венус» и нас настигнет, как вдруг, к величайшему нашему удивлению, мы увидели сигнал русского адмирала, которым он призвал все три фрегата к себе. Приказание это они должны были исполнить, и так как они таким образом не могли занять все суда, спустившие перед ними флаги, эти совершенно основательно считали себя в праве снова поднять их и, с напряжением всех сил, искать своё спасение в шхерах. Впоследствии я в Финляндии виделся с старым адмиралом Кроунсом, который всё ещё с крайним негодованием говорил о приказании, отданном при этом случае адмиралом Чичаговым; приказание это он называл глупым и бессмысленным; им вырвана была y него победа над целым шведским шхерным флотом. Русские потом, в официальных бумагах, обвинили шведских начальников в том, что действовали против законов войны и чести, когда они не передали своих судов после спуска флагов, в знак того, что они побеждены, но им ответили, что судно, чтоб считаться взятым, должно иметь по крайней мере одного неприятельского офицера на борту, которому офицеры корабля могли бы передать свои сабли и тем объявить себя его пленниками, но так как такого приёма не было, начальники и экипажи судов имели совершенное право считать себя свободными — право, которым русская эскадра из Аспе в сражении при Свенскзунде, год перед тем, при таких же обстоятельствах и таким же образом воспользовалась[19].